# IC 3922
IC 3922 је лентикуларна галаксија у сазвјежђу Ловачки пси која се налази на листи објеката дубоког неба у Индекс каталогу.
Деклинација објекта је + 38° 28' 43" а ректасцензија 12h 56m 57,5s. Привидна величина (магнитуда) објекта IC 3922 износи 14,8 а фотографска магнитуда 15,8. IC 3922 је још познат и под ознакама IRAS 12546+3844, PGC 140039.